# Homer (Illinois)
Homer és una vila dels Estats Units a l'estat d'Illinois. Segons el cens del 2000 tenia 1.200 habitants.

## Demografia
Segons el cens del 2000, Homer tenia 1.200 habitants, 489 habitatges, i 339 famílies. La densitat de població era de 449,8 habitants/km².
Dels 489 habitatges en un 33,1% hi vivien nens de menys de 18 anys, en un 58,7% hi vivien parelles casades, en un 9,2% dones solteres, i en un 30,5% no eren unitats familiars. En el 27,6% dels habitatges hi vivien persones soles el 14,1% de les quals corresponia a persones de 65 anys o més que vivien soles. El nombre mitjà de persones vivint en cada habitatge era de 2,45 i el nombre mitjà de persones que vivien en cada família era de 2,99.
Per edats la població es repartia de la següent manera: un 26,5% tenia menys de 18 anys, un 6,4% entre 18 i 24, un 29,3% entre 25 i 44, un 21,9% de 45 a 60 i un 15,9% 65 anys o més.
L'edat mediana era de 37 anys. Per cada 100 dones de 18 o més anys hi havia 88,5 homes.
La renda mediana per habitatge era de 37.429 $ i la renda mediana per família de 43.170 $. Els homes tenien una renda mediana de 33.021 $ mentre que les dones 23.897 $. La renda per capita de la població era de 18.788 $. Aproximadament el 7,3% de les famílies i el 9,1% de la població estaven per davall del llindar de pobresa.

## Poblacions properes
El següent diagrama mostra les poblacions més properes.